# إيكين توركمان
إيكين توركمان (بالتركية: Ekin Türkmen)‏ هي ممثلة تركية ولدت في 22 أغسطس 1984 .  في عام 2023 شاركت في مسلسل فاتح القدس صلاح الدين الأيوبي بدور مليكة خاتون زوجة نور الدين زنكي.